# 牧野修
牧野 修（まきの おさむ、1958年 –）は、日本の作家、SF作家。大阪府生まれ。大阪芸術大学芸術学部映像計画学科卒。
別名義に亜羅叉の沙、牧野猫、牧野ねこ、牧野みちこがある。
同じく作家の小林泰三、田中啓文、田中哲弥と合わせて「まんがカルテット」と呼ばれる。ミステリー作家の我孫子武丸を加えて「まんがクインテット」と呼ばれることもある。日本SF作家クラブ会員だったが2014年に退会している。日本推理作家協会会員。

## 略歴
- 高校生の頃から亜羅叉の沙名義で小説を創作。筒井康隆主催の同人誌『ネオNULL』の常連投稿者。
- 1975年（亜羅叉の沙名義）掌編『ミユキちゃん』が『'74日本SFベスト集成』に収録（この時点でデビューとする見方もあるが、本人は否定的）。
- 1978年（牧野猫名義）掌編『地下鉄に乗って』で『ビックリハウス』エンピツ賞入選。
- 1979年（牧野猫名義）掌編『退屈』で『ビックリハウス』エンピツ賞入選。
- 1979年（牧野ねこ名義）短編『名のない家』で第2回奇想天外SF新人賞佳作。
- 1985年（牧野みちこ名義）短編『召されし街』で第1回幻想文学新人賞佳作。
- 1992年『王の眠る丘』で第1回ハイ!ノヴェル大賞受賞（本人が作家デビューと意識している時点）。
- 1999年『スイート・リトル・ベイビー』で第6回日本ホラー小説大賞長編賞佳作。
- 2002年『傀儡后』で第23回日本SF大賞受賞[1]。
- 2016年『月世界小説』で第36回日本SF大賞特別賞受賞[2]。

## 作品傾向

### ゲームのノヴェライズ
新人賞を獲得し、新進気鋭のホラー作家として注目されるが、ゲームのノヴェライズが専業作家としての初仕事になる。

### 電波系ホラー
毒電波、毒想念を感じる人々を描くことをライフワークにしている作家だと言える。ある種の人間を描くことにかけて右にでる者がいないとされる。
- 長編
  - 『偏執の芳香―アロマパラノイド』
  - 『リアルヘヴンへようこそ―異形招待席』
  - 『だからドロシー帰っておいで』
- 短編
  - 『電波大戦』(『SFマガジン』1997年2月号)では、独特の電波文体で読者を幻惑する。

### 科学とオカルト
科学とオカルトの混在する世界を描く。科学サイドからオカルトを描く小林泰三に対し、牧野修はオカルトサイドから科学を描くと言える。
- 長編
  - 『偏執の芳香―アロマパラノイド』にて独特のオカルト世界観〈非-知〉を展開。
  - 『呪禁局シリーズ』では、オカルトが標準技術になり、科学がマイノリティとなった世界を構築している
- 短編
  - 『〈非-知〉工場』ではオカルトの存在を独特の方法で描く。

### ヒトデナシと人間
人造人間「擬人種(ヒトデナシ)」と人間の関係をテーマにした物語を書いている。北野勇作の描く人造人間「ヒトデナシ」とは対照的な存在となっている。
- 『我ハ一塊ノ肉塊ナリ』(『SFマガジン』1999年3月号)で「亜種」という人造人間を描いている。
- 『乙女軍曹ピュセル・アン・フラジャーイル』では「擬人種（ヒトデナシ）」と人間の闘いを描いている。

### 聖書の影響
『聖書』をテーマにした作品にも特徴がある。
- 『ヨブ式』
- 『死せるイサクを糧として』

## 作品

### 長編
- 呪禁局シリーズ
  1. 呪禁官　ノン・ノベル、2001年9月　のち祥伝社文庫（呪禁捜査官―訓練生ギア）、2004年1月　のち創土社The Cthulhu Mythos Files（呪禁官 暁を照らす者たち）、2016年3月
  2. 呪禁局特別捜査官 ルーキー　ノン・ノベル、2003年5月
  3. 呪禁官 百怪ト夜行ス　創土社The Cthulhu Mythos Files、2014年4月
- 都市伝説探偵セリ（フォア文庫）
  1. リコーダー・パニック　2008年10月
  2. 噂のサッちゃん　2009年2月
- トクソウ事件ファイル（講談社ノベルス）
  1. 破滅の箱　2010年8月
  2. 再生の箱　2010年8月
- 死んだ女は歩かない（幻狼ファンタジアノベルス）
  1. 死んだ女は歩かない　2010年9月
  2. あくまで乙女　2011年3月
  3. 命短し行為せよ乙女　2011年10月

### 単発

#### 単著
- 『王の眠る丘』早川書房、1992年6月　のちハヤカワ文庫JA、2000年1月
- 『プリンセス奪還―トウキョウ・バトル・フリークス』ソノラマ文庫、1995年2月
- 『屍の王』ぶんか社、1998年12月　のち角川ホラー文庫、2004年9月
- 『偏執の芳香―アロマパラノイド』アスキー、1999年5月　のち角川ホラー文庫、2001年3月
- 『リアルヘヴンへようこそ―異形招待席(リアルヘヴンへようこそ)』 広済堂文庫、1999年9月　のち角川ホラー文庫、2005年3月
- 『スイート・リトル・ベイビー』角川ホラー文庫、1999年12月
- 『病の世紀』徳間書店、2000年8月　のち角川ホラー文庫
- 『だからドロシー帰っておいで』角川ホラー文庫、2002年1月
- 『傀儡后』ハヤカワSFシリーズ Jコレクション、2002年4月　のちハヤカワJA
- 『乙女軍曹ピュセル・アン・フラジャーイル』ソノラマ文庫、2003年10月
- 『アシャワンの乙女たち』ソノラマ文庫、2004年11月
- 『蝿の女』光文社文庫、2004年12月
- 『記憶の食卓』角川書店 、2005年9月
- 『月光とアムネジア』ハヤカワ文庫JA、2006年8月
- 『水銀奇譚』理論社、2007年8月
- 『ネクロダイバー―潜死能力者』角川ホラー文庫、2007年11月
- 『少年テングサのしょっぱい呪文』電撃文庫　2009年10月
- 『夢魘祓い―錆域の少女』角川ホラー文庫、2009年11月
- 『そこに、顔が』角川ホラー文庫、2010年11月
- 『大正二十九年の乙女たち』メディアワークス文庫、2011年4月
- 『晩年計画がはじまりました』角川ホラー文庫、2011年8月
- 『奇病探偵 眠れない夜』竹書房タソガレ文庫、2013年8月
- 『怪しの晩餐』 TO文庫、2013年9月
- 『私の本気をあなたは馬鹿というかもね』メディアワークス文庫、2014年4月
- 『冥福―日々のオバケ』光文社、2015年3月
- 『月世界小説』ハヤカワ文庫JA、2015年7月
- 『万博聖戦』ハヤカワ文庫JA、2020年11月

#### 共著・アンソロジー
- 『異形コレクション 侵略!』廣済堂文庫、1998年2月　「罪と罰の機械」
- 『SFバカ本 だるま篇』廣済堂文庫、1999年2月
- 『SFバカ本 ペンギン篇』廣済堂文庫、1999年8月
- 『エロティシズム12幻想』エニックス、2000年2月　のち講談社文庫、2002年3月　「インキュバス言語」
- 『ゆきどまり―ホラー・アンソロジー』祥伝社文庫、2000年7月
- 『変化―妖かしの宴2』PHP文庫、2000年10月
- 『三人のゴーストハンター 国枝特殊警備ファイル』集英社、2001年5月　のち集英社文庫、2003年9月
- 『蚊‐か‐コレクション』電撃文庫、2002年1月
- 『平成都市伝説―ホラーセレクション』C★NOVELS、2004年10月
- 『ハナシをノベル!! 花見の巻』講談社、2007年11月　「百物語」
- 『妖怪変化 京極堂トリビュート』講談社  2007年12月　「朦朧記録」
- 『NOVA1 書き下ろし日本SFコレクション収録』河出文庫、2009年12月　「黎明コンビニ血祭り実話SP」
- 『怪談実話系4』MF文庫ダ・ヴィンチ、2010年6月　「これは怪談ではない」
- 『逆想コンチェルト 奏の２: イラスト先行・競作小説アンソロジー 』徳間書店、2010年8月
- 『郭公の盤』早川書房、2010年11月
- 『怪談実話　FKB話 饗宴』竹書房文庫、2011年5月　「車輪の家」「姉の部屋」
- 『NOVA6 書き下ろし日本SFコレクション』河出文庫、2011年11月　「僕がもう死んでいるってことは内緒だよ」
- 『怪談実話　FKB饗宴3』竹書房文庫、2012年6月　「鴉の人」
- 『怪獣文藝』幽ブックス、2013年3月
- 『坂木司リクエスト! 和菓子のアンソロジー』光文社、2013年1月　のち光文社文庫、2014年6月

### 短編集
- 『MOUSE』（連作短編集）ハヤカワ文庫JA、1996年2月
  - マウス・トラップ
  - ドッグ・デイ
  - ラジオ・スタア
  - モダーン・ラヴァーズ
  - ボーイズ・ライフ
- 『忌まわしい匣』集英社、1999年11月　のち集英社文庫、2003年2月
  - 忌まわしい匣 1
  - おもひで女
  - 瞼の母
  - B1公爵夫人
  - グノーシス心中
  - シカバネ日記
  - 甘い血
  - ワルツ
  - 忌まわしい匣 2
  - 罪と罰の機械
  - 蜜月の法
  - 翁戦記
  - 〈非-知〉工場
  - 電波大戦
  - 我ハ一塊ノ肉塊ナリ
  - 忌まわしい匣 3
  - 文庫版解説(東雅夫)において「ミユキちゃん」を全文掲載している
- 『ファントム・ケーブル』角川ホラー文庫、2003年3月
  - プロローグ
  - ドキュメント・ロード
  - ファイヤーマン
  - 怪物癖
  - スキンダンスの階梯
  - 幻影錠
  - ヨブ式
  - 死せるイサクを糧として
  - エピローグ
- 『黒娘―アウトサイダー・フィメール』講談社ノベルス、2003年9月　のち講談社文庫、2008年11月
- 『楽園の知恵 ―あるいはヒステリーの歴史』ハヤカワSFシリーズJコレクション、2003年11月　のちハヤカワ文庫JA 
  - 第1章 診断
    - いかにして夢を見るか
    - 夜明け、彼は妄想より来る
    - 召されし街

  - 第2章 症状 
    - インキュバス言語
    - ドギィダディ
    - バロックあるいはシアワセの国

  - 第3章 諸例 
    - 中華風の屍体
    - 踊るバビロン
    - 演歌の黙示録

  - 第4章 療法 
    - 或る芸人の記録
    - 憑依奇譚
    - 逃げゆく物語の話

  - 付記・ロマンス法について

### e-NOVELSで公開している短編
- 死と演繹
- ファイヤーマン
- 読むな
- 悪い客 ―黄昏ホテル
- 記憶の食卓

### ノベライズ
- 映画
  - 『バイオハザード』角川ホラー文庫、2002年7月
  - 『サイレントヒル』角川ホラー文庫、2006年6月
  - 『REDLINE』ハヤカワ文庫JA、2010年8月
  - 『バイオハザード ダムネーション』角川ホラー文庫、2012年10月
- ゲーム
  - 『ビヨンド ザ ビヨンド 〜遥かなるカナーンへ〜』ログアウト冒険文庫、1995年11月
  - 『クロックタワー2』
    - 『クロックタワー2 アドベンチャーノベル ジェニファー編』アスペクト、1997年4月
    - 『クロックタワー2 アドベンチャーノベル ヘレン編』アスペクト、1997年5月

  - 『ウイルス―紫の花』アスペクト、1997年10月
  - 『デビルサマナー ソウルハッカーズ死都光臨』アスペクト、1998年3月
  - 『忌火起草』講談社、2007年12月　「京介編」
  - 『バイオハザード アンブレラ・クロニクルズ SIDE A』角川ホラー文庫、2007年12月
  - 『バイオハザード アンブレラ・クロニクルズ SIDE B』角川ホラー文庫、2008年1月
- 小説
  - グイン・サーガ外伝『リアード武侠傳奇・伝』ハヤカワ文庫JA
- 漫画
  - 『ミュージアム 公式ノベライズ』講談社文庫、2016年10月

### ゲーム
- かまいたちの夜2 監獄島のわらべ唄
- 忌火起草

### 漫画
- 『ダンテの門　真・女神転生CG戦記』（原作。全4巻） ブロスコミックス、1999年4月～2000年7月（画：亜熱夏央）